# Frankfurt (Main) Lokalbahnhof
Frankfurt (Main) Lokalbahnhof – przystanek kolejowy oraz węzeł komunikacyjny we Frankfurcie nad Menem, w kraju związkowym Hesja, w Niemczech. Znajduje się w dzielnicy Sachsenhausen i jest obsługiwany przez pociągi S-Bahn Ren-Men, tramwaje i autobusy. Nazwę stacji pochodzi od starej linii Frankfurt-Offenbacher Lokalbahn, istniejącej od 1848 do 1955 gdzie znajdował się ostatni przystanek na tej linii.